# Беляев, Денис Александрович
Дени́с Алекса́ндрович Беля́ев (род. 14 декабря 1977) — российский профессиональный баскетболист, играл на позиции центрового. В настоящее время ассистент главного тренера баскетбольного клуба «Енисей-2».

## Клубная карьера
Первый тренер — Воробьёв Виталий Ильич. С 1997 по 2011 год выступал за «Енисей». В 2005 году был выбран капитаном основной команды, с которой дважды стал серебряным призёром, а в сезоне 2006/2007 чемпионом Суперлиги Б. В сезоне 2010/2011, также в составе «Енисея», выиграл бронзовые медали Кубка России.
В 2014 году вернулся в красноярский клуб на должность помощника главного тренера молодёжной команды.

## Статистика выступлений в России
| 2008/09                                                                                 | Енисей | 26 | 7.9 | 45.7 | 0.0  | 68.2 | 0.7 | 0.6 | 0.5 | 3.3 | 1.4 | 2.1 | 2.7 | 21:32 |
| 2009/10                                                                                 | Енисей | 15 | 3.9 | 43.5 | 33.3 | 83.3 | 0.5 | 0.2 | 0.1 | 2.2 | 1.5 | 1.3 | 2.6 | 12:44 |
| 2010/11                                                                                 | Енисей | 10 | 3.4 | 52.2 | 0.0  | 71.4 | 0.3 | 0.6 | 0.4 | 2.4 | 0.8 | 1.4 | 1.9 | 11:42 |
| Наведите курсор мыши на аббревиатуры в заголовке таблицы, чтобы прочесть их расшифровку |        |    |     |      |      |      |     |     |     |     |     |     |     |       |